# جيمس بيل (لاعب دوري الرغبي)
جيمس بيل (بالإنجليزية: James Bell)‏ هو لاعب دوري الرغبي نيوزيلندي، ولد في 2 مايو 1994 في أوكلاند في نيوزيلندا.